# Cora Jade
Brianna Coda (* 14. Januar 2001 in  Chicago, Illinois) ist eine US-amerikanische Wrestlerin. Sie steht derzeit bei der WWE unter Vertrag und tritt regelmäßig in deren Show NXT auf. Ihr bislang größter Erfolg ist der Gewinn der NXT Women’s Tag Team Championship.

## Wrestling-Karriere

### Erste Anfänge (2018–2021)
Coda trainierte zuerst an der Freelance Wrestling Academy von Bryce Benjamin und Isaias Velazquez. Sie debütierte am 9. Dezember 2018 in der in Illinois ansässigen Kaiju Attack Wrestling Promotion in einem Tag-Team-Match gegen ihren ehemaligen Ausbilder Bryce Benjamin unter dem Ringnamen Elayna Black. Am 11. Juli 2019 gewann Black ihr erstes Turnier in ZOWA Live und wurde 2019 Gewinnerin des Zen Of Women’s Athletics Tournament. In dieser Zeit trat sie auch bei Impact Wrestling und All Elite Wrestling auf.

### World Wrestling Entertainment (seit 2021)
Am 20. Januar 2021 wurde bekannt gegeben, dass sie einen Vertrag bei der WWE unterschrieben hat. Am 22. Januar debütierte sie unter dem Ringnamen Cora Jade bei WWE 205 Live. Dort trat sie zusammen mit Gigi Dolin in der ersten Runde des Dusty Rhodes Women’s Tag Team Classic gegen Candice LeRae und Indi Hartwell an, dieses Match verloren sie jedoch. Nach einer Reihe von Niederlagen gelang es ihr am 5. Dezember 2021, bei NXT WarGames (2021) ihren ersten Sieg zu erringen, indem sie für ihr Team den Sieg im War Games-Match holte. Im Juni 2022 bildete sie mit Roxanne Perez ein Team, nachdem sie das NXT Women’s Breakout Tournament gewonnen hatte. Am 5. Juli 2022 gewannen sie zusammen die NXT Women’s Tag Team Championship, hierfür besiegten sie Toxic Attraction Gigi Dolin und Jacy Jayne. Die Regentschaft hielt 14 Tage, sie gaben den Titel am 19. Juli 2022 ab, nachdem Jade die Partnerschaft mit Perez aufgelöst hatte.

## Titel und Auszeichnungen
- Pro Wrestling Illustrated
  - Auf Platz 83 von 150 der besten Damen-Wrestler im PWI Women’s 100 von 2022
- World Wrestling Entertainment
  - NXT Women’s Tag Team Championship (1×) mit Roxanne Perez

- ZOWA Live
  - Zen Of Women’s Athletics Tournament Winner (2019)